# Стодеревская
Стодере́вская — станица в составе Курского района (муниципального округа) Ставропольского края России.

## Название
По мнению кандидата исторических наук В. А. Колесникова наименование Стодеревская изначально относилось к находившемуся по течению Терека урочищу «Сто дерев», известному задолго до основания станицы:296.

Есть две версии по поводу названия… Согласно первой, оно связано с фамилией новоселов Стодеревцевых, а второй — здесь согласно распоряжению Моздокского отдела было вырублено сто деревьев.— Гаазов В. Л. Ставрополь и его окрестности. Ставрополье в названиях
По сведениям штабс-капитана российского Генерального штаба Г. К. Калмберга, инспектировавшего в 1834 году крепости и казачьи станицы, расположенные по реке Терек, топоним Стодеревская произошёл «от произраставших около оного места больших стодерев»:16.

## География
Расположена в южной части Курского района, на левом берегу Терека.
Расстояние до краевого центра: 271 км.
Расстояние до районного центра:63 км.
Расстояние до города Моздок: 22 км.
Площадь поселения составляет 103,85 км².

## История
В 1769 году для связи Моздокской и Кизлярской крепостей с Волги на Терек было переведено 517 семей казаков Волгского казачьего войска, из которых был образован Моздокский казачий полк. Между Моздоком и Гребенскими городками поселенцы основали станицы Галюгаевскую, Ищёрскую, Калиновскую, Мекенскую и Наурскую. По распоряжению командующего Кавказской линии генерал-лейтенанта К. Ф. Кнорринга семьями, отделёнными из указанных пяти станиц, была затем образована ещё одна станица — Стодеревская. Туда же был переведён из Саратова гарнизон русской милиции, именовавшийся Московской легионной командой, в составе 335 семей легионеров, среди которых, по некоторым данным, находились польские военнопленные.
Станица Стодеревская возникла в 1780 году (по другим данным — в 1799—1801 годах:296) на левом берегу реки Терек, при редуте (посте) Стодеревском, возведённом в конце 1760-х годов и содержавшемся казаками Моздокского полка:296. В документах за 1819 год имеются сведения об образовании станицы в 1770—1771 годах.
По сведениям 1803 года в Стодеревской насчитывалось 117 дворов. На тот момент она принадлежала к числу наименее населённых станиц Моздокского полка:296.
Станица Стодеревская относилась к Моздокскому полку. В 1861 году вошла в состав Терского войска. В период с 1870 по 1888 годы входила в Грозненский округ, затем в Пятигорский отдел. С 1899 года закреплена за Моздокским отделом Терской области.
До 16 марта 2020 года станица образовывала упразднённое сельское поселение станица Стодеревская.

## Население
| 1816  | 1830  | 1845  | 1856  | 1858  | 1861  | 1865  | 1870  | 1882  |
| ----- | ----- | ----- | ----- | ----- | ----- | ----- | ----- | ----- |
| 958   | ↗1119 | ↗1271 | ↗1494 | ↗1551 | ↘1165 | ↗1420 | ↘1387 | ↗1543 |
| 1890  | 1896  | 1911  | 1989  | 2002  | 2010  | 2012  | 2013  | 2014  |
| ↗1858 | ↗1951 | ↗2723 | ↘1608 | ↗1985 | ↘1789 | ↘1743 | ↘1730 | ↗1741 |
| 2015  | 2016  | 2017  | 2018  | 2019  | 2020  | 2021  |       |       |
| ↘1711 | ↘1666 | ↘1635 | ↘1633 | ↘1599 | ↘1560 | ↗1572 |       |       |

Национальный состав
По итогам переписи населения 2010 года проживали следующие национальности (национальности менее 1 %, см. в сноске к строке "Другие"):
| Национальность | Численность | Процент |
| -------------- | ----------- | ------- |
| Русские        | 1512        | 84,52   |
| Даргинцы       | 81          | 4,53    |
| Чеченцы        | 73          | 4,08    |
| Осетины        | 28          | 1,57    |
| Армяне         | 22          | 1,23    |
| Другие         | 73          | 4,08    |
| Итого          | 1789        | 100,00  |

## Инфраструктура
- Культурно-досуговый центр[30]
- Врачебная амбулатория. 13 мая состоялось открытие нового здания[31]
- Многофункциональная спортивная площадка[30]

## Образование
- Детский сад № 17 «Колосок»
- Средняя общеобразовательная школа № 10. При учебном заведении действуют музеи боевой славы и казачества[30]

## Экономика
- Семеноводческое хозяйство «Стодеревское»[30]. Образовано 28 ноября 1970 года как колхоз имени Кирова[32]

## Транспорт
Железнодорожная станция Стодеревская расположена неподалёку от самой станицы на участке Северо-Кавказской железной дороги Прохладная — Червлённая-Узловая. На станции присутствует пригородное сообщение и дальнее следование поездов.
С 1 мая 2016 года восстановлено движение пригородного электропоезда по маршруту Минеральные Воды — Стодеревская.

## Религия
- Церковь Святой Троицы с воскресной школой[30]

## Люди, связанные со станицей
- Бондаренко, Олег Вячеславович (1966—2001, Стодеревская) — участник двух чеченских войн, Герой Российской Федерации. Во дворе станичной школы в его честь установлен памятник-обелиск[30].
- Щербаков, Пётр Павлович (1913, Стодеревская — 1945) — пехотинец, Герой Советского Союза (представлен за захват пладцарма и уничтожение противника во время Висло-Одерской операции). Один из воинов, представленных на монументе между Галюгаевской и Стодеревской. Его имя носит школа в  Моздоке.

## Археологические объекты
Вокруг станицы расположена группа курганных могильников «Стодеревская», в которой насчитывается 66 курганов высотой от 0,5 до 11 метров, объединённых в 13 могильников. Археологический памятник относится к эпохе бронзы — средневековья.

## Памятники
- Братская могила советских воинов, погибших в боях с фашистскими захватчиками. 1942—1943, 1949 года. Между станицами Галюгаевской и Стодеревской[35]
- Братская могила советских воинов, погибших в боях с фашистскими захватчиками. 1942—1943, 1949 года[36]
- Памятник С. М. Кирову[37]
- Братская могила (на кладбище Стодеревской) казакам, погибшим в боях с немцами в Первую мировую войну 1914 года

## Кладбище
В границах станицы расположено общественное открытое кладбище площадью 16 тыс. м².